# Partido Social Demócrata
Der Partido Social Demócrata (PSD; Deutsch: Sozial-Demokratische Partei) war eine spanische politische Partei der Mitte-Linken Ausrichtung. Sie wurde 1976 von Francisco Fernández Ordóñez und Rafael Arias Salgado Montalvo gegründet.
Im Jahr 1978 schloss sich die Sozial-Demokratische Partei der Unión de Centro Democrático (Union der Demokratischen Mitte) an. Als sich die Union 1981 auflöste, schlossen sich viele frühere PSD-Mitglieder (darunter Fernández Ordóñez) zuerst dem Partido de Acción Democrática und später dem sozialdemokratischen PSOE an.
Andererseits wurde 1979 von José Ramón Lasuén Sancho und Tomás Miraveta Martínez eine neue Partei namens Partido Social Demócrata gegründet, die ebenso kurz existierte.